# Silvério Jarbas Paulo de Albuquerque
Dom Frei Silvério Jarbas Paulo de Albuquerque, OFM (Olinda, 11 de março de 1917 – Feira de Santana, 28 de maio de 2013), foi um bispo católico, antes de Caetité e depois de Feira de Santana.

## Primeiros anos
Nascido Jarbas Paulo de Albuquerque, em família humilde de Olinda, a mãe Laura era costureira e o pai delegado de polícia.
Realizou seus primeiros anos de estudos no Colégio Marista do Recife e depois no paraibano Colégio Seráfico, de João Pessoa, onde aprendeu a falar o alemão, o que habilitou-o a ser levado para a Europa pelos franciscanos para terminar os estudos clássicos.
Fez estudos secundários no Colégio de Bardel, Westfália, na Alemanha de 1933 a 1935. Estudou Filosofia no Instituto de Filosofia dos Franciscanos, em Olinda, no biênio 1937-1938. Cursou Teologia no Instituto de Teologia dos Franciscanos, em Salvador no período de 1939 a 1942.

## Vida religiosa e presbiterado
Silvério Albuquerque ingressou na Ordem dos Frades Menores, onde emitiu votos perpétuos no dia 29 de junho de 1936. Sua ordenação presbiteral deu-se no dia 30 de maio de 1942, em Salvador.

## Episcopado
Frei Silvério foi nomeado bispo de Caetité, pelo Papa Paulo VI, no dia 17 de março de 1970. Recebeu a ordenação episcopal no dia 10 de maio de 1970, em Salvador, das mãos do Cardeal Eugênio de Araújo Sales, de Dom Frei Adriano Mandarino Hypólito, OFM e de Dom Frei Anselmo Pietrulla, OFM.
Foi designado para a diocese de Feira de Santana, pelo Papa Paulo VI, no dia 18 de janeiro de 1973.
Renunciou ao múnus episcopal no dia 22 de fevereiro de 1995, por limite de idade, em conformidade com o cânon 401 do Código de Direito Canônico.
Lema: "Sentire cum Ecclesia" (Sentir com a Igreja).

### Atividades durante o episcopado
- Bispo de Caetité (1970-1973)
- Bispo de Feira de Santana (1973-1995)
- Membro da Comissão de Pastoral Vocacional no Regional NE 3, da CNBB

### Ordenações episcopais
Dom Silvério Jarbas Paulo de Albuquerque foi concelebrante da ordenação episcopal de Dom José Edson Santana de Oliveira, bispo de Eunápolis.